# Liste der Ortschaften im ehemaligen Bezirk Radkersburg
Die Liste der Ortschaften im ehemaligen Bezirk Radkersburg enthält die Gemeinden und ihre zugehörigen Ortschaften im steirischen Bezirk Radkersburg (Stand 31. Dezember 2012).  Der Bezirk wurde am 1. Jänner 2013 mit dem Nachbarbezirk Feldbach zum Bezirk Südoststeiermark zusammengelegt.
- Bad Radkersburg (Stadt)
- Bierbaum am Auersbach
- Deutsch Goritz
  - Hofstätten bei Deutsch Goritz
  - Krobathen
  - Oberspitz
  - Salsach
  - Schrötten bei Deutsch Goritz
  - Unterspitz
  - Weixelbaum
  - Haselbach
- Dietersdorf am Gnasbach
- Eichfeld
  - Hainsdorf-Brunnsee
  - Oberrakitsch
- Gosdorf
  - Diepersdorf
  - Fluttendorf
  - Misselsdorf
- Halbenrain (Markt)
  - Dietzen
  - Donnersdorf
  - Dornau
  - Drauchen
  - Hürth
  - Oberpurkla
  - Unterpurkla
- Hof bei Straden
  - Karla
  - Neusetz
  - Radochen
- Klöch (Markt)
  - Deutsch Haseldorf
  - Gruisla
  - Klöchberg
  - Pölten
- Mettersdorf am Saßbach (Markt)
  - Landorf
  - Rannersdorf am Saßbach
  - Rohrbach am Rosenberg
  - Zehensdorf
- Mureck (Stadt)
- Murfeld
  - Lichendorf
  - Oberschwarza
  - Seibersdorf bei Sankt Veit
  - Unterschwarza
  - Weitersfeld an der Mur
- Radkersburg Umgebung
  - Altneudörfl
  - Dedenitz
  - Goritz bei Radkersburg
  - Hummersdorf
  - Laafeld
  - Pfarrsdorf
  - Pridahof
  - Sicheldorf
  - Zelting
- Ratschendorf
- Sankt Peter am Ottersbach (Markt)
  - Edla
  - Entschendorf am Ottersbach
  - Oberrosenberg
  - Perbersdorf bei Sankt Peter
  - Wiersdorf
  - Wittmannsdorf
- Straden (Markt)
  - Hart bei Straden
  - Kronnersdorf
  - Marktl
  - Nägelsdorf
  - Schwabau
  - Waasen am Berg
  - Wieden-Klausen
  - Waldprecht
- Tieschen (Markt)
  - Größing
  - Jörgen
  - Laasen
  - Patzen
  - Pichla bei Radkersburg
- Trössing
- Weinburg am Saßbach
  - Perbersdorf bei Sankt Veit
  - Pichla bei Mureck
  - Priebing
  - Siebing